# Бри (Средиземье)
Бри (англ. Bree, в других переводах — Пригорье, Брыль, Бригорье, Усад) — в легендариуме Дж. Р. Р. Толкина посёлок в Эриадоре к востоку от пересечения двух дорог — Великого Западного Тракта и Зелёного Тракта.

## Происхождение и этимология названия
Своим оригинальным названием (англ. Bree) Бри, вероятно, обязано деревне Бриль (англ. Brill) в графстве Букингемшир, Англия, в которой молодой Дж. Р. Р. Толкин регулярно бывал во время своей учёбы в Оксфордском университете (также вероятно, что Толкин некоторое время жил в Бриле).
Английское название Bree, согласно Толкину, означает «холм» и связано с тем фактом, что носящее его поселение и окружающая территория располагаются совокупно вокруг большого холма. Имя упомянутой выше деревни Бриль, с которой может быть связано это название, также означает «холм». В английском языке Вrill является составным новообразованием от Bre-hyll; оба компонента, образующие данное слово, имеют значение «холм»: первое слово кельтского, а второе — англосаксонского происхождения.

## Географическое положение
Бри располагается на пересечении двух дорог — Великого Западного Тракта и Зелёного Тракта, к северо-востоку от Шира и к югу от руин столицы королевства Арнор Форноста, являясь, таким образом, крупнейшим населённым пунктом среди окружающих его безлюдных пустошей.
Помимо собственно Пригорья, в близлежащей местности находятся ещё три селения: Подстенок (англ. Staddle), расположенный на юго-восточном склоне холма, Гребешок (англ. Combe), находящийся у границ Четвудского леса (англ. Chetwood) на вершине холма, а также Арчет (англ. Archet), расположенный непосредственно в Четвудском лесу.
К юго-западу от Бри находятся Могильники и Старый Лес, где живёт Том Бомбадил.
После падения Арнора в Третью Эпоху Бри являлось фактическим торгово-административным центром на территории от Шира до Ривенделла и крупнейшим поселением людей в Эриадоре.

## Население
Население Бри составляют преимущественно люди:

Жили здесь тёмно-русые, ширококостные, приземистые люди весёлого и независимого нрава; никаких властей они не признавали, зато с хоббитами, гномами и эльфами ладили не в пример лучше, чем тогдашние (да и теперешние) Громадины. Согласно их собственным преданьям явились они сюда раньше всех прочих: они, мол, прямые потомки первых западных поселенцев незапамятных времен. (Цит. по: «Властелин Колец», том I, книга 1, глава IX (пер. Муравьева-Кистяковского))
Вторую по численности группу представляет диаспора хоббитов; большинство из них живёт в Подстенке, часть — в Гребешке. Обе этнические группы, населяющие Бри, научились уживаться друг с другом и терпимо относятся к представителям других рас и народов Средиземья. Также в Бри проживает немногочисленная группа гномов.

## Особенности застройки Бри
Бри достаточно плотно застроено домами, значительная часть которых (около сотни) — каменные. Для архитектуры Бри характерно также использование смешанного типа построек: первые этажи домов нередко выстраивались из камня, а вторые (третьи были редкостью) — из дерева. Большая часть домов была повёрнута парадными фасадами на запад — т. е. к Великому Тракту.
С западной стороны, вдоль дороги, селение окружает довольно глубокий ров, по внутренней стороне которой высажена живая изгородь, и перед западными воротами Бри специально сделана насыпь для проезда в посёлок. С восточной стороны поселения устроены точно такие же восточные ворота, которые запираются в тёмное время суток и при них (между их двойными створками) устроены сторожки для ночных караульных.
Если следовать от Западных ворот вдоль по тракту, который, огибая гору, превращается в главную улицу Бри, то вскоре можно увидеть единственный на несколько десятков миль трактир «Гарцующий пони» — трёхэтажное здание с большим количеством окон по главному фасаду. Это чрезвычайно старинное заведение, построенное ещё в те времена, когда в Арноре и Кардолане царили мир и порядок. Именно с «Гарцующим пони» связаны две упомянутые в книге «Властелин колец» поговорки: «Новости Бри» и «Такого и в Бри не услышишь», восходящие ещё к упомянутым временам, когда в большой гостиной зале этого трактира можно было услышать новости из всех окружающих земель и отдалённых мест.

## Культурное влияние

### В кинематографе
В фильме режиссёра Питера Джексона «Властелин колец: Братство кольца» Фродо и его товарищи-хоббиты прибывают в Бри практически сразу после своего бегства из Шира (что является отступлением от текста «Властелина колец»). Также Джексон показывает попытку назгулов убить хоббитов в снятой ими на ночь комнате. И наконец, Гэндальф позднее упоминает, что чёрные всадники снесли ворота Бри и пронеслись через всё поселение, после чего местных жителей охватил страх.
В Бри начинается действие фильма «Хоббит: Пустошь Смауга», второго фильма трилогии «Хоббит».

### В фанфиках
В первой книге дилогии известного российского писателя Ника Перумова «Кольцо Тьмы» — «Эльфийский Клинок» события 3-й и 4-й глав происходят непосредственно в Пригорье (Бри). В частности, именно здесь Фолко Брендибэк получает своё «боевое крещение», а также сводит знакомство с арнорским следопытом Рогволдом и хозяином оружейной лавки Пелагастом (в действительности — бывшим магом Радагастом Бурым), из рук которого получает свой легендарный эльфийский лук.
В цикле Олега Верещагина «Оруженосец» главные герои несколько раз проезжали Пригорье и останавливались в только что построенном трактире «Гарцующий Пони».